# Ancestry
Ancestry (dříve Rodokmen) je freeware, databázový genealogický program pro počítače s Microsoft Windows. Vývoj programu probíhal v letech 2003 až 2013. Od tohoto roku je však zastaven.
Program zachovává informace o příbuzenských vztazích jednotlivých uložených osob, umožňuje mezi nimi příbuzenské vztahy vytvářet, přikládat další doplňující dokumenty, fotografie či jiné soubory. Podporuje genealogický standard GEDCOM a generování „příbuzenských stromů“ ve stylu rodového vývodu, rozrodu rodu, apod. Tyto stromy lze následně uložit do formátu JPG, PDF nebo SVG. Dalšími funkcemi jsou statistiky, seznamy výročí, vyhledávání příbuzenských poměrů mezi jednotlivými osobami, kalkulátor dat a spojování, či rozdělování rodokmenů. Data jsou uložena v jediném souboru, který lze chránit heslem.